# Institución Internacional SEK
La Institución Internacional SEK es una institución educativa privada presidida por Jorge Segovia Bonet.

## Historia
Fue fundada en 1990 como escisión de la Institución Educativa SEK, grupo empresarial español que opera desde 1892. La escisión se produjo debido a diferencias de criterio entre Jorge Segovia Bonet, que trabajaba en esta institución, y su familia. Desde entonces la Institución Internacional SEK gestiona independientemente los centros educativos en América que hasta entonces tenía la Institución Educativa SEK, así como otros tantos adquiridos o inaugurados posteriormente por la Institución Internacional SEK en España y otros países de Europa. Un 80% de sus activos de Universidad SEK en Segovia (fundada en 1997) fueron vendidos a IE Universidad en 2008.

## Centros dependientes

### Universidades
- Universidad SEK Chile (Santiago, Chile)
- Universidad Internacional SEK Ecuador (Quito, Ecuador)

### Colegios SEK
- Colegio Internacional SEK Chile (Santiago, Chile)
- Colegio Internacional SEK Pacífico (Concón, Chile)
- Colegio Internacional SEK Ecuador (Guayaquil, Ecuador)
- Colegio Internacional SEK Ecuador (Quito, Ecuador)
- Colegio Internacional SEK Los Valles (Quito, Ecuador)
- Colegio Internacional de Levante (Chiva, España)
- Colegio Internacional Eirís (La Coruña, España)
- Colegio Internacional SEK Paraguay (Lambare, Paraguay)
- Colegio Internacional SEK Guatemala (Fraijanes, Guatemala)
- Colegio Internacional SEK Las Américas (Santo Domingo, República Dominicana)
- Colegio Internacional SEK Costa Rica (San José, Costa Rica)
- Colegio Internacional SEK Guadalajara (Zapopan, México)
- Colegio Internacional SEK Colombia (Bogotá, Colombia)

### Colegios IES
- Saint John's International School (Devon, Gran Bretaña).
- Grantham Preparatory International School (Grantham, Reino Unido)
- Boca Prep International School (Boca Ratón, Estados Unidos)
- Budapest International School (Budapest, Hungría)
- Blouberg International School (Ciudad del Cabo, Sudáfrica)
- International School of Helderberg (Ciudad del Cabo, Sudáfrica)
- International School of Houtbay (Ciudad del Cabo, Sudáfrica)
- Panama Prep International School (Ciudad de Panamá, Panamá)
- International Bilingual School Ljubljana (Liubliana, Eslovenia)